# IKECHAN
IKECHAN（イケチャン、1964年 - ）は、日本のロック歌手、作曲家、編曲家。本名、池田 昭二。
大阪府貝塚市の阪和線沿線出身。個人事務所、池田大其音楽事務所所属。妻と2女1男の子供がいる。現在は大阪市在住。

## 来歴
- 12歳のころからギターを弾き始め、同時に作詞・作曲も始める。
- 1995年には地元の大阪・泉州の「だんじり祭り」をテーマにした「だんじり」をインディーズCDで発売し、2万枚以上をセールスし、話題になる[1]。
- 1997年にはテイチクレコードから「ケヤキの神」「祭花」でメジャーデビューを果たし、だんじりファンの中ではカリスマ的存在となる。
- 1998年には5000人ライブを行い成功を収める。
- 1999年4月、テレビ愛知のジングルに出演し、名古屋での活動も始まる。名古屋弁コミックソング「愛知はDAGAYA」を発売、話題となる。同年、岐阜県の夏祭りに神野美伽らと共演も果たした。

デビュー当時から3人の子供がいた。地元泉州を中心に、ライブ活動を行っており、毎年浪切ホールでコンサートを行っていた。現在ではだんじりに欠かせない存在となっており、町会をはじめ、だんじりを愛している人々からは「ケヤキの神」がカラオケで十八番となっている。。「ケヤキの神」は2015年時点で、岸和田市内のCDショップでは20年近く売上上位に顔を出している。元々宮川大助・花子の弟子で、宮川大助の付き添いで唄っていた。
最近リリースしたCDは、自分の妻をネタにした「俺の女房は大阪生まれ」がある。ライブでの定番となっている「ケヤキの神」は、最近、泉佐野市で結成された、『泉州ソーリャ踊り子隊』のダンスの曲にもなっている。また、ソーラン節にも参加しているらしい。
だが、2007年7月に『浪切ホール』でのライヴを最後に、岸和田での活動を終了することになった。2008年3月16日に、地元･貝塚で行われるアコースティックライブを皮切りに、新IKECHANBANDが結成されることになった。2008年6月に発売される予定だったCDをリリースする計画も中止になり、泉州地区でのコンサートをする事自体もなくなって終った。しかし、泉州地区での活動を終えた今、心斎橋のレストランバー・『ウィステリア』で定期的にライヴを行うようになった。なお、2008年6月29日に『ウィステリア』で行ったライヴでは、宮川大助・花子、松下さゆみ、元宝塚歌劇団の万理沙ひとみと共演を果たした。

## プロデューサーへの転換
作曲家としても活躍しており、宮川大助のデビュー曲の作詞・作曲は池田本人が手掛けた。なお、作曲家として活躍する時は池田大其で活動している。また、シンガーソングライターとして活躍している、2006年11月にデビューした池田夢見は次女である。2008年9月21日には万理沙ひとみの歌手デビューミニアルバム『私のラブソング』の収録曲を全曲作詞作曲し、本格的な音楽プロデューサーに転換した。

## 病気
現在ビュルガー病を患い、糖尿病、痛風、アルコール肝炎も患ったことをアルバム『42歳』で語っている。なお、池田夢見のデビューアルバムのパッケージには、池田本人の名前だけではなく、家族全員の名前が載せられている。

## CD
- ケヤキの神
- KARAPPO
- 俺の女房は大阪生まれ
- 2005池田大其 俺
- 愛知はDAGAYA

## 楽曲提供者
- 宮川大助
- 櫻川寶の入舟
- MAYUMI
- 万理沙ひとみ

## 客演
- club Prince「祭の神」

## 舞台
- 大助・花子一座

## 本
- だんじりの歌手てなんやねん